# Allan Gutiérrez
Allan Ricardo Gutiérrez Vargas (Omoa, Cortés, 11 de enero de 1992) es un futbolista hondureño. Juega de lateral izquierdo y su equipo actual es el Univ. Pedagógica de la Liga Nacional de Honduras.

## Trayectoria
Allan Gutiérrez se inició en las categorías inferiores del Fútbol Club Motagua. En el año 2009 conoció al peruano Pablo Betancourt (representante de reconocidos jugadores como David Suazo, Julio César de León, Edgard Álvarez, Samuel Caballero, entre otros) y partió a Italia para incorporarse al plantel juvenil de Chievo Verona y posteriormente al del Bari en 2010, donde recibió alojamiento por su compatriota Edgard Álvarez, quien jugaba para el equipo de la Serie A.
Sin poder conseguir un lugar en el primer equipo de ambas instituciones, a mediados de 2013 firma por el Club Deportivo Victoria de Honduras. Allí militó durante dos torneos y acumuló un total de ocho partidos disputados. 
Para mitades del año 2014 se confirma su arribo al Real Sociedad, con el cual lograría el subcampeonato del Apertura 2014. Debutó con el club aceitero el 31 de agosto de 2014, en la derrota en casa por 0-2 ante el Club Deportivo Vida. En aquel partido salió expulsado al minuto 87.

## Selección nacional
Ha sido internacional con la Selección de fútbol de Honduras en categoría sub-17. Disputó el Campeonato Sub-17 de la Concacaf de 2009 realizado en México, en el cual se logró clasificar a la Copa Mundial de Fútbol Sub-17 de 2009. Cabe destacar que en dicha competición, Gutiérrez fue una de las principales figuras de Honduras.

## Clubes
| Club                      | País      | Año       |
| ------------------------- | --------- | --------- |
| Motagua                   | Honduras  | 2008-2009 |
| Chievo Verona (juveniles) | Italia    | 2009-2010 |
| Bari (juveniles)          | Italia    | 2010-2013 |
| Victoria                  | Honduras  | 2013-2014 |
| Real Sociedad             | Honduras  | 2014-2015 |
| Walter Ferretti           | Nicaragua | 2016-2017 |
| Chinandega                | Nicaragua | 2017-2018 |
| UNAN Managua              | Nicaragua | 2018-2019 |
| Deportivo Ocotal          | Nicaragua | 2019-2020 |
| Univ. Pedagógica          | Honduras  | 2021-     |